# Килимник Юрій Трохимович
Юрій Трохимович Килимник (нар. 1910, село Підвисоке Липовецького повіту Київської губернії, Російська імперія, тепер Оратівського району Вінницької області — 1993, місто Київ) — український радянський діяч, головний лікар Звенигородської районної лікарні Черкаської області. Депутат Верховної Ради СРСР 4—5-го скликань.

## Життєпис
Народився 1910 року в родині сільського вчителя в селі Підвисоке Липовецького повіту Київська губернія. Закінчив Уманську фельдшерсько-акушерську школу.
У 1935 році закінчив Київський медичний інститут.
У 1935—1939 роках — ординатор хірургічного відділення, головний лікар і хірург в Жмеринській районній лікарні Вінницької області.
З серпня 1939 по 1947 рік — на медичній службі в Червоній армії, брав участь в окупації Західної України (1939) та Буковини (1940), а також у радянсько-фінській війні. Учасник німецько-радянської війни. Служив командиром операційно-перев'язувального взводу 426-го окремого медико-санітарного батальйону 351-ї стрілецької дивізії 58-ї армії Північно-Кавказького фронту, начальником 1-го хірургічного відділення 576-го хірургічного польового рухомого госпіталю 2-го Українського фронту.
У 1947—1948 роках — завідувач онкологічного відділення Херсонської обласної лікарні.
З 1948 року — головний лікар і хірург Звенигородської районної лікарні Київської (з 1954 року — Черкаської) області.
Потім — на пенсії в місті Києві.
Помер у 1993 році, похований на Пирогівському кладовищі.

## Звання
- майор медичної служби

## Нагороди
- два ордени Вітчизняної війни ІІ ст. (29.07.1944, 1985)
- орден Червоної Зірки (18.04.1943)
- медаль «За оборону Кавказу»
- медалі